# Aethia cristatella
El mérgulo empenachado (Aethia cristatella) es una especie de ave caradriforme de la familia Alcidae que anida en grandes colonias, de más de un 1 millón de ejemplares, en los mares de Bering y de Ojotsk. A menudo se reproducen en colonias mixtas de especies con mérgulos mínimos (Aethia pusilla), sus congéneres más pequeños.
El mérgulo empenachado es reconocido principalmente por dos caracteres en la época de cría. La primera es su "cresta", un grupo de cerdas de plumas situado por encima de su ojo en la parte superior de su cabeza. El segundo es un olor social que los mérgulos producen durante la temporada de cría, que ha sido descrito como con olor a mandarinas.
Son planctívoros. Su dieta consiste principalmente de krill, pero también comen copépodos, pterópodos (como Limacina), anfípodos y larvas de peces. Sus principales depredadores son el arenque, gaviotas, zorro ártico y los cuervos, pero se han reportado en los estómagos del halibut capturado en la isla San Lorenzo.